# Teoria del cancello
In fisiologia, la teoria del cancello (o Gate Control Theory, GCT) fornisce un modello esplicativo relativo alle modalità di attivazione molecolare dei recettori cellulari, con particolare (ma non esclusivo) riferimento ai processi nocicettivi (ossia della percezione e trasmissione del dolore). È stata formulata per la prima volta nel 1962 da Ronald Melzack e Patrick Wall in uno studio da loro condotto sui canali ionici controllati da ligandi.
Nell'ambito degli studi sulla neurofisiologia del dolore, la teoria del cancello ha rappresentato uno dei più significativi passi avanti nella comprensione dei meccanismi molecolari alla base della nocicezione.

## Nocicezione
Il dolore viene captato a livello periferico da un particolare tipo di recettori, i cosiddetti nocicettori, che trasmettono poi il segnale attraverso due generi di fibre nervose:
- le Aδ (A-delta), mielinizzate e a trasmissione "veloce";
- le C, amielinizzate e a trasmissione "lenta".

Queste fibre si dirigono dal recettore periferico (localizzato quindi sulla cute, su una mucosa, su una sierosa o sulla capsula di un organo) fino al midollo spinale, dove prendono sinapsi con un neurone midollare. Il neurone trasmetterà poi con il suo assone, attraverso il fascio spino-talamico, il messaggio dolorifico a una delle strutture encefaliche deputate all'elaborazione della risposta (corteccia cerebrale, talamo, ipotalamo, grigio periacqueduttale, ecc.).

## Gate Controle neurofisiologia molecolare del neurone

Cancello aperto: la fibra C blocca l'azione inibitoria dell'interneurone, per cui il segnale doloroso è libero di passare

Il concetto fondamentale della GCT si basa sull'interazione e sulla modulazione reciproca tra le fibre nervose nocicettive e quelle non-nocicettive. A livello dello stesso neurone midollare, infatti, convergono diversi tipi di fibre, ognuna delle quali porta informazioni sensitive di tipo diverso (principalmente tattili, termiche e dolorifiche): il neurone deve essere quindi in grado di discriminare tra i vari tipi di sensibilità e di assegnare una "priorità" diversa a ciascuno di essi, in modo da portare al cervello un'informazione chiara e pulita.

Cancello chiuso: la fibra Aβ stimola l'interneurone inibitorio, che va a bloccare la trasmissione dell'impulso dolorifico al cervello

L'interazione che è stata teorizzata da Melzack e Wall per spiegare la GCT riguarda in particolare le fibre dolorifiche di tipo Aδ e C e le fibre non dolorifiche di tipo Aβ, di maggior calibro delle precedenti e responsabili della percezione degli stimoli tattili e pressori. In sintesi, la teoria stabilisce che se prevale l'attività lungo le fibre di grosso calibro (cioè le Aβ), la percezione del dolore sarà smorzata, mentre se a prevalere sono le scariche delle fibre di piccolo calibro (cioè le Aδ e le C), il dolore verrà percepito in maniera più acuta.
Per attuare questo meccanismo, l'organismo si avvale di specifici "neuroni corti" o interneuroni, cioè piccoli neuroni intercalati nel circuito di trasmissione dell'impulso dalla fibra proveniente dal nocicettore al neurone midollare: riguardo a tale meccanismo, gli interneuroni sono localizzati nella sostanza gelatinosa del Rolando, un'area specifica situata a sua volta nel corno posteriore della sostanza grigia del midollo spinale. Nel caso specifico, questi interneuroni utilizzano come neurotrasmettitore un oppioide endogeno, detto encefalina, che viene veicolato tramite il cortissimo assone dell'interneurone fino al neurone midollare. Tutte le fibre che prendono contatto con il neurone midollare (cioè sia le Aβ sia le Aδ e le C) rilasciano, prima della sinapsi con il neurone stesso, un collaterale assonico che prende sinapsi con l'interneurone encefalinergico, con effetti diversi: le fibre Aβ infatti ne stimolano l'attività, mentre le fibre di piccolo calibro lo inibiscono. In questo modo, si possono configurare due situazioni diverse:
1. se la fibra Aβ è attivata per uno stimolo non dolorifico, essa andrà ad attivare l'interneurone inibitorio, che quindi bloccherà la trasmissione di eventuali segnali dolorifici fino al cervello. In questa configurazione, il cancello è chiuso e non si percepisce dolore;
2. viceversa, se la fibra Aδ o C trasmette uno stimolo dolorifico, essa va contemporaneamente a inibire l'azione dell'interneurone encefalinergico, per cui quest'ultimo non potrà inibire a sua volta la trasmissione dell'impulso doloroso al cervello. In questa configurazione, il cancello è aperto e il dolore viene percepito.

Ciò comporta che, se uno stimolo dolorifico e uno stimolo meccanico vengono trasmessi simultaneamente (ad esempio, se si picchia la testa e si strofina la parte lesa), la trasmissione dello stimolo dolorifico sarà attenuata per via dell'azione eccitatoria svolta dalla fibra Aβ sull'interneurone encefalinergico.
I recettori che agiscono mediante questo tipo di meccanismo, detto "a cancello", sono quelli che in particolare controllano le sinapsi più veloci del sistema nervoso (nell'ordine di 1-2 millisecondi), quali quelli delle fibre nervose deputate alla trasmissione degli stimoli tattili, termici, dolorifici, ecc., dalla periferia al sistema nervoso centrale.